# Mördarapateorin
Mördarapateorin är en teori utvecklad av antropologen Raymond Dart som menar att den primära drivkraften i den mänskliga evolutionen har varit aggressivitet. På så sätt är människan enligt teorin en säreget aggressiv art i jämförelse med andra primater. Således är människans behov av att begå våldshandlingar en fundamental del av människans psykologi. Teorin kom att utvecklas vidare av Robert Ardrey i boken African Genesis.